# Fallout 2
Fallout 2 det andet spil i Fallout serien af RPG computerspil. Spillet er udviklet af Black Isle Studios og udgivet af Interplay i 1998. Spillet finder sted i 2241, 80 år efter det oprindelige Fallout. Handling udspiller sig, ligesom i Fallout, på USAs vestkyst.
Stilmæssigt og grafisk er spillet identisk med det oprindelige Fallout, om end spilverdenen og eventyrerne er meget større. Spillet gør igen brug af SPECIAL Systemet i personskabelsesfasen.
I 2008 udkom efterfølgeren Fallout 3 der er udviklet af Bethesda Softworks.

## Historie
I spillet indtager man rollen som The Chosen One (den udvalgte), den direkte efterkommer af The Vault Dweller fra det første spil. Man er blevet udvalgt af sin stamme til finde et Garden of Eden Creation Kit, da de ældste i stammen mener, at det vil kunne redde stammen fra en truende hungersnød.